# Sekantensatz
Der Sekantensatz besagt: Schneiden sich zwei Sekanten außerhalb des Kreises in einem Punkt {\displaystyle P}, so ist das Produkt der Abschnittslängen vom Sekantenschnittpunkt bis zu den beiden Schnittpunkten von Kreis und Sekante auf beiden Sekanten gleich groß. Kürzer: Das Produkt der Sekantenabschnitte ist konstant. 

Sekantensatz

## Formulierung des Satzes
Gegeben sei ein Kreis mit zwei Sekanten, die sich in einem Punkt {\displaystyle P} außerhalb des Kreises schneiden. Bezeichnet man die Schnittpunkte des Kreises mit der einen Sekante als {\displaystyle A} und {\displaystyle D} und die Schnittpunkte mit der anderen Sekante als {\displaystyle B} und {\displaystyle C}, so gilt:
{\displaystyle {\overline {AP}}\cdot {\overline {DP}}={\overline {BP}}\cdot {\overline {CP}}}
Diese Aussage kann man auch als Verhältnisgleichung formulieren:
{\displaystyle {\overline {AP}}:{\overline {BP}}={\overline {CP}}:{\overline {DP}}}

## Beweis
Der Sekantensatz lässt sich – ähnlich wie der Sehnensatz und der Sekanten-Tangenten-Satz – mit Hilfe ähnlicher Dreiecke beweisen.
Die Dreiecke {\displaystyle APC} und {\displaystyle BPD} sind ähnliche Dreiecke, denn:
1. Der Winkel {\displaystyle \varphi } in Punkt {\displaystyle P} ist beiden Dreiecken gemeinsam.
2. Umfangswinkel über einer Sehne sind gleich groß. Anwendung dieses Satzes auf die Sehne {\displaystyle [AB]} ergibt {\displaystyle \angle ADB=\angle ACB} oder {\displaystyle \gamma _{1}=\delta _{1}}.

{\displaystyle \triangle APC\sim \triangle BPD} (Ähnlichkeitssatz WW)
Daraus ergibt sich die Verhältnisgleichung
{\displaystyle {\overline {AP}}:{\overline {BP}}={\overline {CP}}:{\overline {DP}}}.
Durch Multiplikation mit {\displaystyle {\overline {BP}}\cdot {\overline {DP}}} erhält man:
{\displaystyle {\overline {AP}}\cdot {\overline {DP}}={\overline {BP}}\cdot {\overline {CP}}}
Ein rechnerischer Nachweis mit Hilfe des Satzes von Vieta ist in dem Artikel Potenz (Geometrie) enthalten.